# Südstadt (Euskirchen)
Die Euskirchener Südstadt war ursprünglich das Viertel zwischen Münstereifeler und Billiger Straße im Süden von Euskirchen. Mit zunehmender Ausdehnung der Stadt wurden mehr und mehr auch weitere angrenzende Straßen der Südstadt zugerechnet. Die Südstadt ist von wenigen Ausnahmen abgesehen ein reines Wohngebiet und gilt zudem – wie oft auch andere Gebiete im Süden größerer Städte – als das nobelste und teuerste Wohnareal im Stadtgebiet der Kernstadt Euskirchen. Dabei gilt die Südstadt in Euskirchen auch als eines der Viertel mit der stärksten eigenen Identität und einem daraus resultierenden besonders starken Zugehörigkeitsgefühl, aber eben auch einem gewissen Abgrenzungsbewusstsein der Bewohner. Trotz der hauptsächlichen Bestimmung des Südstadt als reines Wohngebiet sind hier auch einige größere und für die Stadt Euskirchen wie auch die umliegende Region sehr bedeutende Institutionen ansässig, von denen das Krankenhaus Marienhospital Euskirchen wohl die wichtigste Einrichtung ist.

## Geographie

### Lage
Da die Südstadt kein eigenständiger Stadtteil und auch kein kartographisches Stadtviertel ist, lässt sich das Gebiet nicht ganz exakt eingrenzen. Ganz allgemein wird aber das Gebiet zwischen der Bahntrasse der Eifelbahn und dem Industriegebiet EURO-Park, inklusive des „Baumviertels“ westlich des Mitbachs im regionalen Sprachgebrauch als Südstadt bezeichnet. Dabei ist die Münstereifeler Straße neben der Billiger Straße die größte Hauptverkehrsstraße in der Südstadt.

### Abgrenzung zum Planungsgebiet „City Süd“
Trotz einer gewissen Namensähnlichkeit sind die bereits seit den 1990er Jahren diskutierten Pläne zur Bebauung des bisher weitestgehend als PR-Parkanlage genutzten Gebiets südlich hinter dem Bahnhof Euskirchen von der Euskirchener Südstadt klar abzugrenzen. Dieser in neuerer Zeit auch unter dem Planungstitel „City Süd“ bekannt gewordene Bereich ist bisher – bis auf die inzwischen konkreter gewordenen Parkhaus- und Rathausneubauplanungen – auch nur kaum mehr als eine von vielen möglichen Zukunftsvisionen. Jedoch wurden 2019 die Planungen konkreter und Bebauungspläne für das brachliegende Areal der ehemaligen Deutschen Steinzeugwerke für das bisher größte Euskirchener Neubaugebiet wurden öffentlich. Trotz der geografisch durchaus denkbaren Zugehörigkeit einer in Zukunft möglicherweise existenten „City Süd“ zur Südstadt ist das derzeit weitgehend noch unbebaute Planungsgebiet auch infolge der dort eventuell angedachten Mischbebauung von Geschäfts- und Wohnhäusern, sowie einem größeren Penderlerparkhaus eher nicht mehr der „klassischen“ Südstadt von Euskirchen zuzurechnen. Vielmehr scheint derzeit auch aufgrund der direkteren Anbindung an die Fußgängerzone als Hauptgeschäftsstraße von Euskirchen über den in den 2010er Jahren neu gestalteten Fußgängertunnel am Bahnhof eine Zugehörigkeit zur Innenstadt von Euskirchen eher angebracht zu sein.

## Historie
Mit dem Bau des äußerst kunstvoll gestalteten alten Gymnasiums an der Billiger Straße um das Jahr 1900 herum sollte auch planerisch eine Veränderung der bisherigen Südstadt hin zu einer gehobenen Wohngegend gelegt werden. Ausgangspunkt war hier eine Veränderung der von 1839 bis 1841 neu entstandenen Münstereifeler Straße, die stadtauswärts nach Süden mit dem Fernziel Bad Münstereifel führte. Das besondere Kennzeichen dieser Umgestaltungsplanung war der Bau prachtvoller Villen sowie daneben die Schaffung einer gehobenen Reihenhausbebauung mit den damals in dieser Art vielfach üblichen kleinen Vorgärten. Diese Neubebauung betraf aber nur den oberen Teil der Münstereifeler Straße. Bereits in den 1930er Jahren bestand die Straße dann schon als Prachtstraße mit Alleebäumen und besonderer Breite und unterschied sich daher deutlich von allen anderen Straßen im ansonsten stark industriell geprägten Stadtgebiet von Euskirchen. Der Um- und Ausbau der Münstereifeler Straße im oberen Teil, sowie der Bau des alten Gymnasiums kann daher durchaus auch als Ursprung des heutigen Südstadtgebietes gesehen werden.

## Wohnen
Trotz der an sich eher gehobenen Wohngegend und der deutlichen Dominanz von Einfamilienhäusern befinden sich dort aber auch zahlreiche einfachere Mietsobjekte. Entsprechend ihrem starken Wachstum ab den 1960er Jahren wurden hier zudem verstärkt kleinere Häuser in Stil der typischen Architektur der frühen Nachkriegszeit errichtet. Daneben stehen in der Südstadt – allerdings auch nur einige wenige – sehr vornehme historische Villenbauten, die im Wesentlichen im Bereich der Münstereifeler Straße anzutreffen sind.
Darüber hinaus erfuhr die Südstadt in den letzten Jahrzehnten immer wieder nennenswerte Erweiterungen in Form von größeren Neubaugebieten. Die aktuellsten Neubaugebiete befinden sich dabei rechts und links vom Mitbach, nämlich im Bereich der so genannten „Mitbachaue“ und dem so genannten „Disternicher Auel“. Ein großes Neubaugebiet im Süden wurde unter dem Namen „Weiße Erde“ Ende 2017 gestartet.

## Öffentliche Institutionen

### Schulen
Als eine der größeren Schulen ist die direkt gegenüber dem Finanzamt Euskirchen gelegene Paul-Gerhardt-Schule zu nennen. Davor existierte dort die Matthias-Hagen-Schule, die bis zu ihrem Umzug in den Nachbarort nach Euskirchen-Kuchenheim im Sommer 2014 noch als Förderschule der Stadt Euskirchen fungierte. Das imposante historische Schulgebäude aus dem Jahr 1907 ist eines der wenigen erhalten Großbauten in der Kernstadt Euskirchen im Baustil der so genannten Neorenaissance – einer verbreiteten Stilart der damals vielfach üblichen Bauformen des Historismus. Bis zu dessen Verlegung im Jahr 1968 in die Nordstadt von Euskirchen war das Gebäude der Sitz des alten Emil-Fischer-Gymnasiums. Davor hieß das Gymnasium bis zum Jahr 1937 Kaiserin Auguste-Victoria-Gymnasium.
Daneben existiert auch noch die LVR Max-Ernst-Schule als eine Schule für Gehörlose, deren Träger der Landschaftsverband Rheinland (LVR) ist. Die Einrichtung ging in der Nachkriegszeit aus der im Jahr 1912 gegründeten „Taubstummenanstalt für schwachbefähigte katholische Taubstumme“ hervor. Neben 120 Schulplätzen bot die Institution mit überregionalem Einzugsgebiet bereits seit seiner Gründung auch noch Unterkünfte für 50 Taubstumme mit körperlichen Gebrechen. Das ursprünglich 26 Morgen große Areal umfasste damals auch ein Lazarett, eine eigene Turnhalle und eine Kapelle. Heute befindet sich in den noch bis in die 1990er Jahre als Schule genutzten älteren Gebäudeteilen nach einem größeren Umbau eine exklusive Seniorenresidenz. Zudem wurde nach der Inbetriebnahme der Seniorenwohnungen auf dem Gelände hinter dem historischen Altbau auch noch ein Supermarkt errichtet.
Weitere Schulen in der Südstadt sind die Katholische Grundschule, Franziskusschule und die zweite Euskirchener Förderschule Hans-Verbeek-Schule, deren Schwerpunkt auf der geistigen Entwicklung liegt.

### Kindergärten
Die Südstadt beherbergt zwei Kindergärten, und zwar zum einen den katholischen Kindergarten St. Matthias, der sich als älteste Einrichtung dieser Art in der Südstadt in unmittelbarer Nähe des alten wie auch neuen Franziskanerklosters befindet. Daneben existiert zm Anderen auch noch ein städtischer Kindergarten, der allerdings erst in den 1990er Jahren in der Nähe des Stadtwalds errichtet wurde.

### Gesundheitswesen

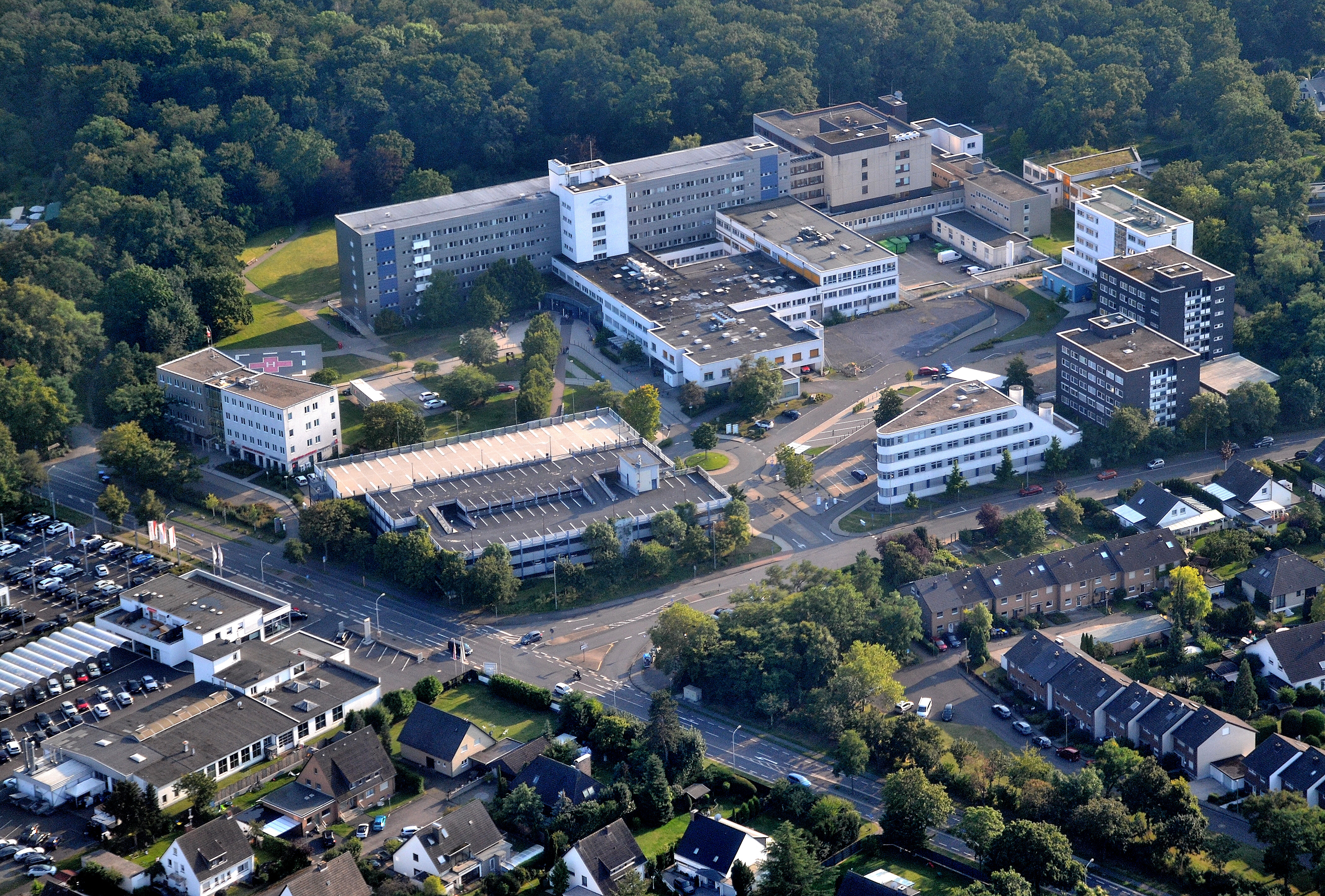
Euskirchen – Marien-Hospital

In der Südstadt liegen auch die wichtigsten öffentliche Institutionen des Gesundheitswesen, nämlich das in der Nachkriegszeit errichtete neue Krankenhaus Marien-Hospital Euskirchen, das nach der Schließung und dem Abriss des alten Krankenhauses in der Euskirchener Innenstadt als Nachfolgeeinrichtung dient.
Auf dem Gelände des Krankenhauses befindet sich zudem ein erst nach dem Jahr 2000 errichtetes Ärztehaus und die ebenfalls erst in neuerer Zeit eingerichtete Notfallpraxis der Kassenärzte.
In der Euskirchener Südstadt befinden sich auch zahlreiche private Arztpraxen.

### Senioren
Als Senioreneinrichtungen sind insbesondere das aus dem ehemaligen Altbau der Gehörlosenschule am Eifelring hervorgegangene Seniorenwohnheim „Carpe Diem“ und das sich in der Nähe des Krankenhauses befindliche Alten- und Pflegeheim die „Caritas Pflegestation Euskirchen“ zu nennen. Beide Institutionen existieren aber noch nicht so lange in der Euskirchener Südstadt, sondern sind erst neueren Datums.
Ebenfalls zu der Euskirchener Südstadt gehören nach neuerer Definition auch die bereits seit dem 2008 fertiggestellten Seniorenwohnungen, die sich auf dem Gelände der ehemaligen Malzfabrik Frings an der Münstereifeler Straße direkt am Bahndamm der Bundesbahn befinden. Der Bahndamm dient dabei ja nach neuerem Gebietsverständnis als die aktuelle gedachte geografische Grenze der Südstadt. Während sich die Seniorenwohnungen in Teilen in der auf dem Grundstück befindlichen stattlichen Villa der Firmeneigentümer und in Neubauten befinden wurde zudem bis zum Jahr 2011 auf dem weiter nach hinten liegenden Gelände erstmals auch in Euskirchen ein Hospiz errichtet, das ebenfalls der gleichen Stiftung wie die Seniorenwohnungen angehört, nämlich der Stiftung Marienhospital. Die ehemalige Malzfabrik in Euskirchen bestand davor bereits seit dem Jahr 1869 bis weit in die 1990er Jahre hinein. Bis in die 1960er Jahre wurde von den Firmeneigentümern am Fabrikstandort zudem auch noch eine Baustoff- und Kohlenhandlung betrieben.

### Behörden
Eine weitere größere öffentliche Einrichtung in der Südstadt von Euskirchen ist das Finanzamt Euskirchen, das letztmals in den 1970er Jahren durch einen größeren Anbau im typischen Baustil der damaligen Zeit umfassend erweitert wurde. Die räumliche Zuständigkeit dieser landeseigenen Einrichtung erstreckt sich allerdings nur auf das Gebiet des nördlichen Kreises Euskirchen während der Südkreis in der örtlichen Zuständigkeit des Finanzamts Schleiden liegt.
Auf der Münstereifeler Straße befand sich bis nach dem Krieg das alte Agraramt von Euskirchen, das sich heute in einem Neubau in der Nordstadt befindet. Das ehemalige alte Amtsgebäude wurde Ende der 1990er Jahre in eine Wohnanlage mit exklusiven Eigentumswohnungen umgebaut.

### Kirche
Die Katholische Kirche ist neben anderen religiösen Einrichtungen mit der Filialkirche St. Matthias ebenfalls als größte Religionsgemeinschaft in der Südstadt vertreten. Die ursprünglich eigenständige Pfarrkirche gehört seit ca. Mitte der 2000er-Jahre zum Pfarrverband St. Martin in der Kernstadt Euskirchen.
Direkt an den Kirchenbau angrenzend befindet sich das ehemalige neue Franziskanerkloster und das sogenannte „Forum“ als größerer universaler Veranstaltungsraum inklusive einer kleineren Bibliothek. Für die seit dem Jahr 2010 völlig leerstehenden und ungenutzten Räumlichkeiten des ehemaligen Klosters wurde erst im Jahr 2015 eine sinnvolle kirchliche Nachnutzung gefunden. Im Frühjahr 2016 sollen hier nach einer umfassenden Sanierung des Gebäudes nach und nach Ordensfrauen aus Afrika in das 13 Wohnräume umfassende Kloster einziehen können.

## Freizeit

### Parks
Größere Parkanlagen in der Südstadt sind neben dem in den 1920er Jahren erbauten Schillerpark mit einem Entenweiher auch der Stadtwald „Ortholz“. Hierbei findet sich der zentrale Punkt im Stadtwald am so genannten „Schillerstein“, der an einer mit einem größeren Springbrunnen gestalteten Waldlichtung an der Ostseite des Stadtwaldes in der Nähe des Stadtwaldrestaurants zu finden ist. Der lange Zeit nur als wildes Gehölz bekannte Stadtwald wurde erst um das Jahr 1900 herum u. a. mit Wegen und Bänken als Freizeitwald entsprechend gestaltet.

### Sport
In unmittelbarer Nähe der Hans-Verbeek-Schule liegt auch eine größere Sportanlage mit einem Fußballplatz und einem großen Fußball- und Leichtathletikstadion, die den offiziellen Namen Städtische Sportanlage Im Auel trägt und im Volksmund aber eigentlich nur kurz als „Im Auel“ bezeichnet wird. Es wurde eine Umbenennung im Jahr 2021 in „Heinz-Flohe-Sportpark“ beschlossen. Die Sportanlage wird auch als schulisches Sportzentrum des direkt daneben gelegenen Gymnasiums Marienschule (Euskirchen) genutzt, das sich seinerseits wiederum direkt westlich neben den Gleisen der Eifelbahn befindet und daher unmittelbar an das angenommene Gebiet der Euskirchener Südstadt angrenzt. Trotz eines ansonsten starken sozialen Bezuges zur Südstadt ist die Marienschule (Euskirchen) räumlich aber bereits eigentlich schon nicht mehr der Südstadt zuzurechnen.
Geplant ist der Abriss der Sportanlage zum Errichten eines Neubaugebiets und Verlagern der Sportanlage in die Feldfläche südlich von Euskirchen Richtung Euskirchener Heide.
Am Rand des Stadtwalds befinden sich zwei größere Tennisplatzanlagen. Der Stadtwald selbst wurde vor Jahrzehnten auch als Trimm-dich-Pfad mit den entsprechenden Anlagen ausgestattet.

### Kultur
Als eine der größeren Freizeiteinrichtung in der Südstadt ist hier insbesondere das Ende der 1990er Jahre aus einem alten Kloster hervorgegangene Veranstaltungszentrum Comedia, das einen großen Saal mit einer Bühne beinhaltet. Das im Jahr 1926 errichtete alte Franziskanerkloster wird dabei im Volksmund in Euskirchen auch als „Klösterchen“ bezeichnet. In Anlehnung an diese Namensgebung bietet seit dem Jahr 2002 hier der Verein Kultur Initiative Klösterchen (KIK) ein gehobenes kulturelles Programm u. a. aus Musik, Literatur und weiteren vielfältigen künstlerischen Darbietungen.

### Karneval
Zu Karneval gibt es in der Euskirchener Südstadt seit dem Jahr 1990 auch einen eigenen Karnevalszug, der in der Regel am Samstag vor Rosenmontag u. a. im Bereich Rund um die Pfarrkirche St. Matthias und auf der Münstereifeler Straße stattfindet. Die Initiative hierzu geht auf eine Idee von Mitgliedern der Pfarrgemeinde St. Matthias aus dem Jahr 1984 zurück, die eigens hierfür eine Interessengemeinschaft – die „I.G. Südstadtkarneval“ – gegründet haben. Der Karnevalsprinz der Südstadt in Euskirchen heißt seit 1992 jedoch nicht wie allgemein üblich „Prinz“, sondern nur noch „Regent“, da es in der Kernstadt Euskirchen zu Karneval ja schon einen „Prinzen“ für die gesamte Stadt gibt.